# 総武カントリークラブ
総武カントリークラブ（そうぶカントリークラブ）は、千葉県印西市草深に事務所があるゴルフ場。印西市草深に「総武コース」、同市造谷に「印旛コース」、同市造谷に「北コース」のゴルフ場がある。

## 概要
総武カントリークラブは、1964年（昭和39年）5月24日、「総武カントリークラブ株式会社」によって開場され、その後、2008年（平成20年）6月、経営が「総武都市開発株式会社」グループから「PGMホールディングス株式会社グループ」に移り現在に至っている。ゴルフ場は、独立した3か所を運営しており、1964年（昭和39年）5月24日、総武コース 27ホールを開場、コース設計は富沢誠造が行った。その後、1968年（昭和43年）7月15日、印旛コース18ホールを総武コース同様に富沢誠造が行った。
1987年（昭和62年）12月1日、北コース9ホールが富沢誠造によって改造され開場した。
1990年（平成2年）、印旛コースをJ・タトヒルの監修により大改造の上完成した。
本カントリークラブでは、日本のプロゴルフメジャー大会の1つ、日本ゴルフ協会主催競技でもあり、日本選手権大会に相当する日本オープンゴルフ選手権競技大会を始め、三井住友VISA太平洋マスターズを第1回（1972年）から第5回（1976年）まで「太平洋クラブ・マスターズ」として開催するなど日本のプロゴルフツアーにその名を記す名門ゴルフコースでもある。

## 総武コース

### 所在地
〒270-1337 千葉県印西市草深302番地

### コース情報
- 開場日 - 1964年5月24日
- 設計者 - 富沢 誠造
- 面積 - 1,320,000m2（約39.9万坪）
- コースタイプ - 林間コース
- コース - 27ホールズ、パー108、10,441ヤード、コースレート 東・中コース73.0、東・西コース72.9、西・中コース72.5
- グリーン - 2グリーン、ベント、コウライ
- プレースタイル - 歩行プレイ、キャディ付き
- 練習場 - 20打席 230ヤード
- 休場日 - 毎週月曜日、12月31日、1月1日[5][6]

### クラブ情報
- ハウス面積 - 4,497m2（1,360坪）
- ハウス設計 - レーモンド設計事務所
- ハウス施工 - 白井建設株式会社[6]

### ギャラリー
- コース - 「総武カントリークラブ総武コース」、コースガイド
- ハウス - 「総武カントリークラブ総武コース」、施設案内

### 交通アクセス
鉄道
- 北総線 - 千葉ニュータウン中央駅南口よりクラブバス利用 約10分
- 京成本線 - 勝田台駅北口よりクラブバス利用 約25分

道路
- 東関東自動車道 - 四街道ICより 25km 約30分[7]

### メジャー選手権
- 1966年（昭和41年） - 第34回 日本プロゴルフ選手権大会開催[8]
- 1968年（昭和43年） - 第33回 日本オープンゴルフ選手権競技大会開催[9]
- 2013年（平成25年） - 第81回 日本プロゴルフ選手権大会開催[8]

## 印旛コース

### 所在地
〒270-1611 千葉県印西市造谷495番地

### コース情報
- 開場日 - 1968年7月15日
- 設計者 - 富沢 誠造
- 面積 - 760,000m2（約22.9万坪）
- コースタイプ - 林間コース
- コース - 18ホールズ、パー72、6,733ヤード、コースレート71.2
- グリーン - 1グリーン、ベント（ペンクロス）
- プレースタイル - 乗用カート、キャディ付き
- 練習場 - 無し
- 休場日 - 毎週月曜日、12月31日、1月1日[10][11]

### ギャラリー
- コース - 「総武カントリークラブ印旛コース」、コースレイアウト
- ハウス - 「総武カントリークラブ印旛コース」、フォトギャラリー

### 交通アクセス
- 鉄道 - 北総線 - 千葉ニュータウン中央駅よりタクシー利用 約15分
- 道路 - 東関東自動車道 - 四街道ICより 25km 約30分[12]

## 北コース

### 所在地
〒270-1611 千葉県印西市造谷495-2番地

### コース情報
- 開場日 - 1987年12月1日
- 設計者 - 富沢 誠造
- コースタイプ - 林間コース
- コース - 9ホールズ、パー35、2,999ヤード
- グリーン - 2グリーン、ベント、コウライ
- フェアウエイ - コーライ
- ラフ - ノシバ
- ハザード - バンカー32、池が絡むホール2
- プレースタイル - 全組セルフプレー
- 練習場 - 無し
- 休場日 - 無休[13]

### ギャラリー
- コース - 「総武カントリークラブ北コース」、ゴルフ場詳細

### 交通アクセス
- 鉄道 - 北総線 - 千葉ニュータウン中央駅よりタクシー利用 約15分
- 道路 - 東関東自動車道 - 四街道ICより 25km 約30分[14]

## 関連文献
- 『コミックパーゴルフ』、2(6)(12)、「名物ホール拝見 総武カントリークラブ印旛コース17番ホール」、学習研究社編、東京 学習研究社、1991年5月、2020年8月18日閲覧
- 『月刊ゴルフマネジメント』、7月19(166) 、「総武カントリークラブ」、東京 一季出版、1998年7月、2020年8月18日閲覧
- 『月刊ゴルフマネジメント』、20 (通号 184)、「夏場のベントグリーン管理奮闘記 2グリーンコースのベントが暑熱のトーナメントに耐えた」、伊藤昭一著、東京 一季出版、1999年12月、2020年8月18日閲覧
- 『月刊ゴルフマネジメント』、21 (通号 185)、「夏場のベントグリーン管理奮闘記 続・2グリーンコースのベントが暑熱のトーナメントに耐えた」、伊藤昭一著、東京 一季出版、2000年1月、2020年8月18日閲覧
- 『ゴルフ場ガイド 東版』2006-2007、「総武カントリークラブ印旛コース(千葉県)」、「総武カントリークラブ北コース(千葉県)」、「総武カントリークラブ総武コース(千葉県)」、東京 ゴルフダイジェスト社、2006年5月、2020年8月18日閲覧
- 『ゴルフ場セミナー』、45(1)、「クラブハウス探訪 総武カントリークラブ総武コース(千葉県) ゴルフコースの中に佇む“邸宅”をイメージ」、東京 ゴルフダイジェスト社、2012年1月、2020年8月18日閲覧
- 『ゴルフ場企業グループ&系列 ゴルフ特信資料集』、「総武カントリークラブ(株)」、一季出版株式会社ゴルフ特信編集部編集、東京 一季出版ゴルフ特信編集部、2013年6月、2020年8月18日閲覧